# 歌川芳邨
歌川 芳邨（うたがわ よしむら、弘化3年〈1846年〉9月 - 没年不明）とは、江戸時代末期から明治時代にかけての浮世絵師。

## 来歴
歌川国芳の門人。本姓は伊藤、歌川の画姓を称し静斎、蘭渓と号す。当初は「芳村」、明治9年（1876年）からは「芳邨」と称す。また俳諧をたしなみ、俳号を歌舌と称した。作画期は文久から明治10年代の頃にかけてで、主に西南戦争前後の錦絵を描いている。はじめ下谷御徒町二丁目に住み、後に坂本町、明治11年（1878年）ごろ浅草三筋町三十六に移った。晩年は佐藤山斎に師事し、南蘋派の画風を学んでいる。

## 作品
- 「東京鉄道馬車図　浅草寺景」　大判錦絵3枚続　郵政博物館所蔵
- 「熊本県賊徒退治之図」　大判錦絵3枚続　※明治9年、「静斎芳邨」の落款
- 「3東京日々新聞　山口県下賊徒追討図」　大判錦絵錦3枚続　萩博物館所蔵　※同上
- 「東京日々新聞　思案橋の暴徒事件」　大判錦絵3枚続　江戸東京博物館所蔵　※同上
- 「東京名所之内　赤坂紀尾井坂之図」　大判錦絵3枚続　※明治11年、「静斎芳邨」落款

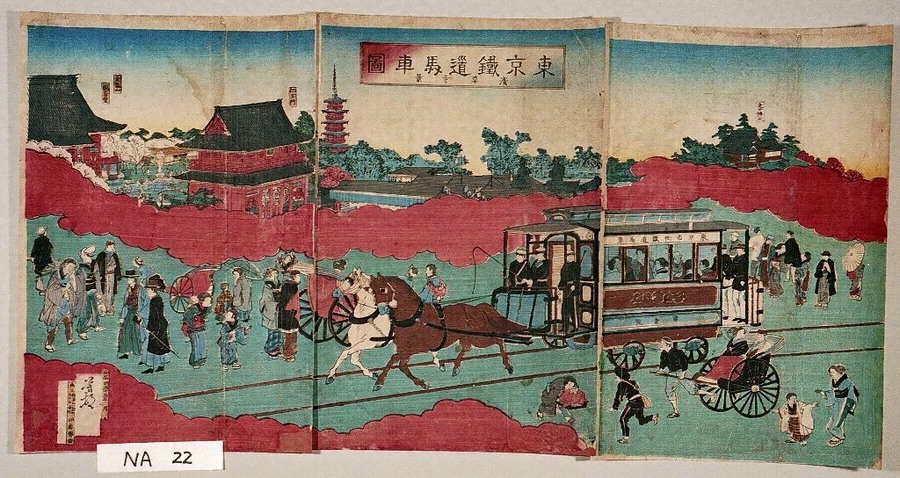
「東京鉄道馬車図　浅草寺景」
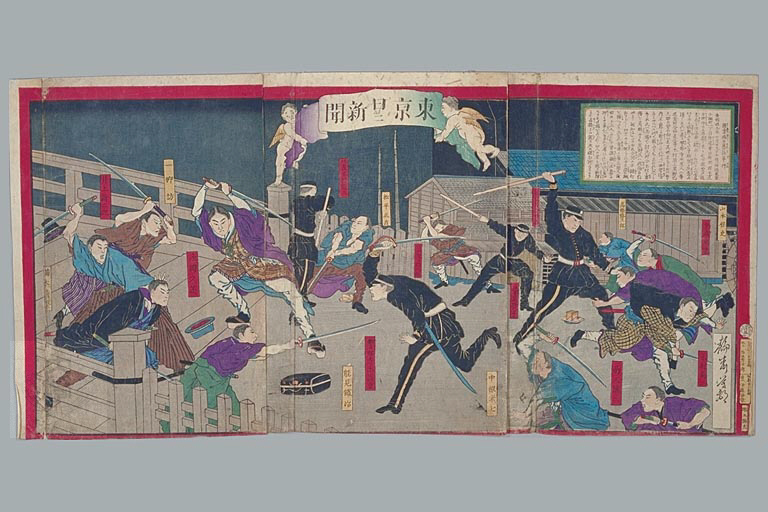
「東京日々新聞　思案橋の暴徒事件」